# Spirostreptus costatus
Spirostreptus costatus är en mångfotingart som beskrevs av Voges 1878. Spirostreptus costatus ingår i släktet Spirostreptus och familjen Spirostreptidae. Inga underarter finns listade i Catalogue of Life.